# 比伯河 (金齊希河支流)
50°13′26.83″N 9°15′53.55″E / 50.2241194°N 9.2648750°E

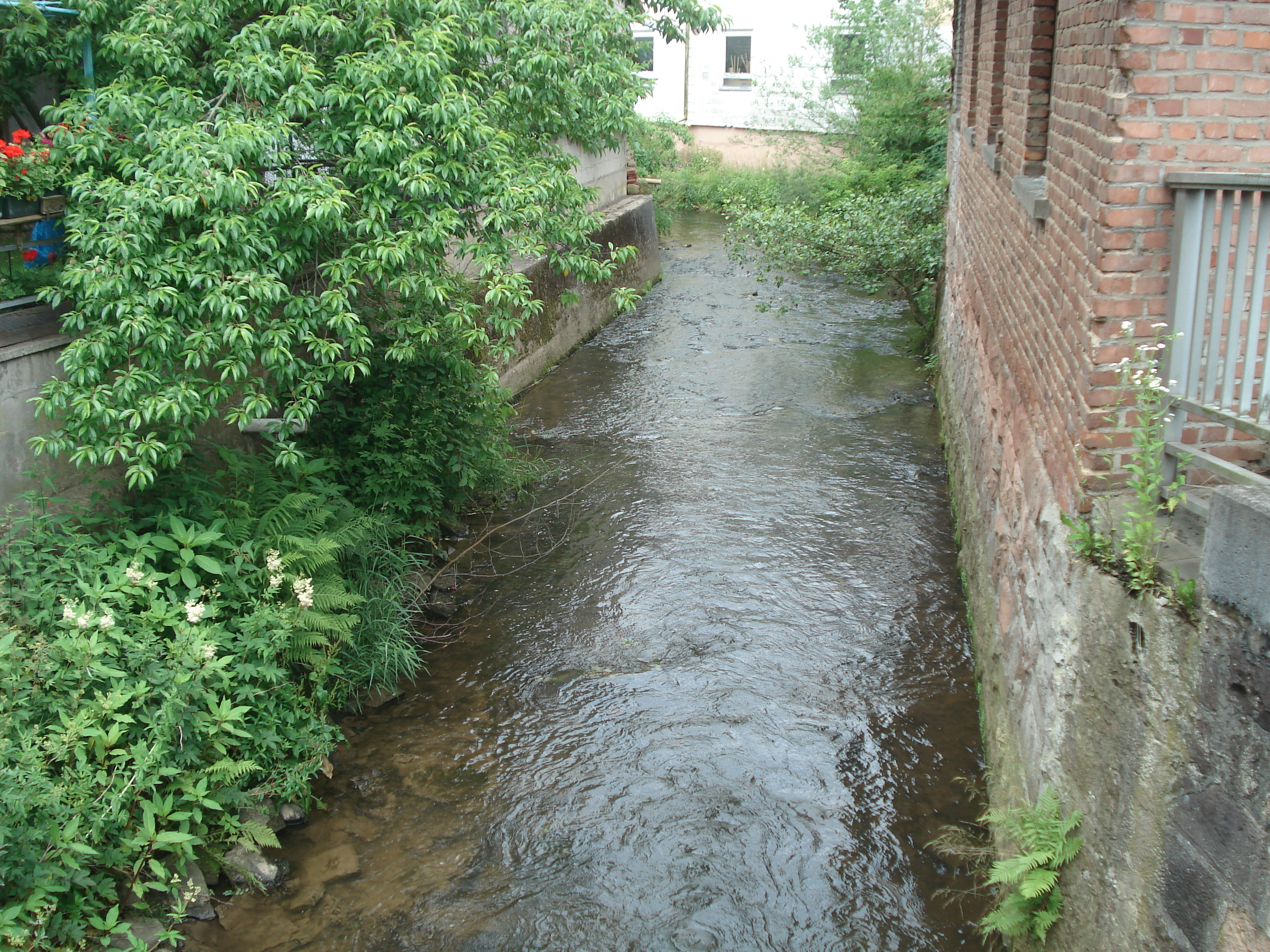
比伯河（金齊希河支流）

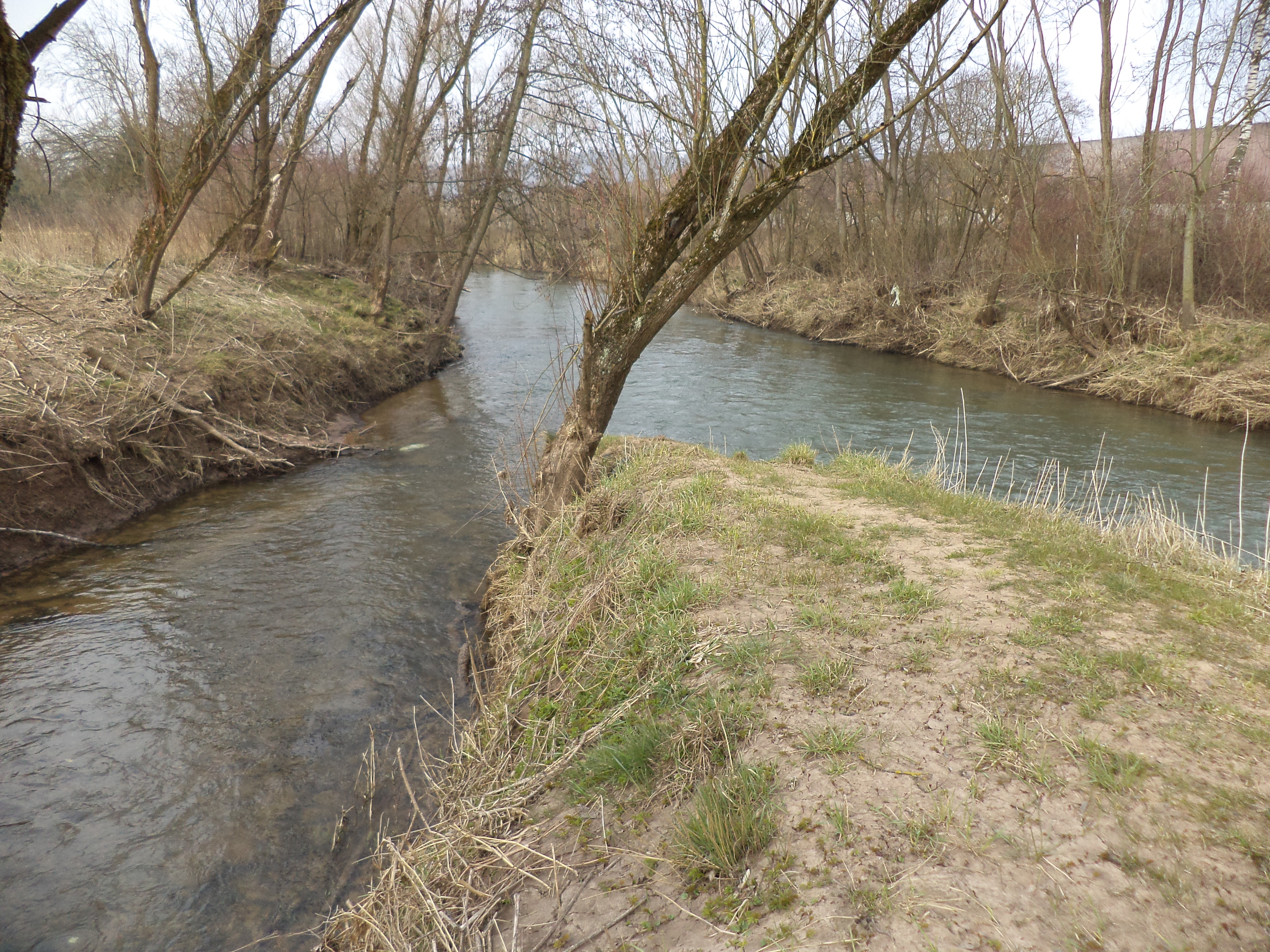
比伯河（金齊希河支流）

比伯河（德語：Bieber），是德國的河流，位於該國東南部，由巴伐利亞負責管轄，屬於金齊希河的左支流，河道全長16.8公里，流域面積81.2平方公里。